# Blakea sawadae
Blakea sawadae är en tvåhjärtbladig växtart som beskrevs av James Francis Macbride. Blakea sawadae ingår i släktet Blakea och familjen Melastomataceae. Inga underarter finns listade i Catalogue of Life.